# Elbenia pendleburyi
Elbenia pendleburyi är en insektsart som beskrevs av Heinrich Hugo Karny 1926. Elbenia pendleburyi ingår i släktet Elbenia och familjen vårtbitare. Inga underarter finns listade i Catalogue of Life.